# Hada dentina
Hada dentina là một loài bướm đêm trong họ Noctuidae.